# David de Gea
David de Gea Quintana (sinh ngày 7 tháng 11 năm 1990) là một cầu thủ bóng đá chuyên nghiệp người Tây Ban Nha hiện đang thi đấu ở vị trí thủ môn cho câu lạc bộ Serie A Fiorentina. Anh được đánh giá là một trong những thủ môn xuất sắc nhất thế giới trong thế hệ của mình.
Sinh ra ở Madrid và lớn lên ở Illescas gần đó, De Gea bắt đầu sự nghiệp thi đấu của mình với Atlético Madrid, thăng tiến qua hệ thống học viện của câu lạc bộ trước khi ra mắt đội một vào năm 2009, ở tuổi 18. Sau khi trở thành thủ môn số một của Atlético Madrid, anh đã giúp đội đội vô địch UEFA Europa League và UEFA Super Cup vào năm 2010. Màn trình diễn của anh ấy sau đó đã thu hút sự chú ý của Manchester United, và De Gea gia nhập câu lạc bộ vào tháng 6 năm 2011 với giá 18,9 triệu bảng, một kỷ lục của Anh cho một thủ môn vào thời điểm đó.
Kể từ khi gia nhập Manchester United, De Gea đã có hơn 12 năm gắn bó, 500 lần ra sân và giành được một chức vô địch Premier League, một FA Cup, hai League Cup, ba FA Community Shields và UEFA Europa League. Trong ba mùa giải liên tiếp từ 2013–14 đến 2015–16, anh được bầu chọn là Cầu thủ xuất sắc nhất năm của Sir Matt Busby của United, cầu thủ đầu tiên trong lịch sử giành giải thưởng ba lần liên tiếp (tổng cộng bốn lần), cũng như như được góp mặt trong PFA Team of the Year bốn lần liên tiếp (tổng cộng năm) từ 2015 đến 2018. Năm 2018, anh được xướng tên trong FIFA FIFPro World11.
Được nhiều người cho là người kế nhiệm Iker Casillas với tư cách là thủ môn lâu dài của Tây Ban Nha, De Gea là đội trưởng của đội tuyển U-21 quốc gia Tây Ban Nha đã giành chức vô địch châu Âu vào năm 2011 và 2013, đồng thời tham gia Thế vận hội mùa hè 2012. Anh ra mắt đội một vào năm 2014 và được chọn tham dự World Cup năm đó. De Gea được chọn là thủ môn xuất phát của Tây Ban Nha cho UEFA Euro 2016 và FIFA World Cup 2018, nhận nhiều lời chỉ trích vì màn trình diễn của anh sau đó. Anh mất vị trí bắt chính vào tay Unai Simón tại UEFA Euro 2020.

## Sự nghiệp cầu thủ

### Atlético Madrid

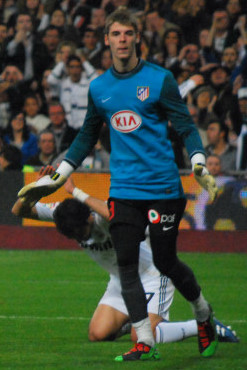
De Gea thi đấu cho Atlético Madrid năm 2010

De Gea sinh ra tại Madrid và lớn lên ở Illescas, năm 13 tuổi gia nhập Atlético Madrid khi Juan Luis Martín huấn luyện viên sau này, nói dối câu lạc bộ rằng Rayo Vallecano có dự định ký hợp đồng với anh. Một vài ngày sau, huấn luyện viên Diego Díaz Garrido của Atlético Madrid đã săn tìm và ký hợp đồng với De Gea ngay lập tức. De Gea đã có những tiến bộ qua các bảng xếp hạng học viên trẻ tại câu lạc bộ trước khi ký hợp đồng chuyên nghiệp đầu tiên năm 2008, ở tuổi 17, hợp đồng kéo dài đến 2011. Anh tham gia mùa giải thứ 2 cho Atlético Madrid B tại giải Segunda División B.
Mùa hè 2009, Numancia và đội Queens Park Rangers của Anh thăm dò ý kiến liên quan đến hợp đồng mượn De Gea, với việc giám đốc thể thao của Atlético là Jesús García Pitarch hối thúc anh chuyển tới Numancia. De Gea từ chối việc này và bị phạt bằng việc buộc phải tự tập luyện. Những tuần sau đó, quản lý của Atlético là Abel Resino chú ý đến De Gea đang tập luyện một mình và mời anh tập với đội hạng nhất, nơi anh được đánh giá với lựa chọn vào vị trí thủ môn thứ 3. Cùng mùa hè đó, Atlético từ chối lời đề nghị chuyển nhượng vĩnh viễn De Gea của đội bóng nước Anh Wigan Athletic.

### Manchester United
Năm 2011 chứng kiến sự quan tâm về việc Manchester United sẽ thay thế thủ môn Edwin van der Sar như thế nào, và phần lớn sự chú ý được tập trung vào De Gea. Sau trận đấu tôn vinh Gary Neville vào ngày 24 tháng 5, huấn luyện viên M.U. Alex Ferguson tuyên bố rằng ông đã đạt được thỏa thuận để mang tài năng trẻ De Gea của Atletico Madrid về Old Trafford, tuy nhiên sau đó cả người đại diện của De Gea và huấn luyện viên Atlético đã phủ nhận thông tin trên, De Gea cũng cho biết anh chỉ quyết định về tương lai của mình sau khi trở về từ Giải vô địch bóng đá U21 châu Âu. Sau chiến thắng của Tây Ban Nha tại giải U-21, ngày 27 tháng 6, De Gea đã có mặt tại Manchester để làm các thủ tục kiểm tra sức khỏe. Ngày hôm sau, anh thông báo rằng đã đạt được thỏa thuận hợp đồng với Manchester United, và vụ chuyển nhượng được xác nhận vào ngày 29 tháng 6.
Ngày 23 tháng 7 năm 2011, anh có trận đấu đầu tiên cho Manchester United trong trận giao hữu thắng 3–1 trước Chicago Fire. Ngày 7 tháng 8, anh được bắt chính trong trận tranh Siêu cúp Anh gặp Manchester City. Mặc dù bị dẫn trước 2-0 ngay trong hiệp 1 sau pha đánh đầu thành bàn của Joleon Lescott và cú sút xa của tiền đạo Edin Džeko, Manchester United đã lội ngược dòng trong hiệp 2 và giành chiến thắng 3–2. De Gea có trận đấu đầu tiên tại Premier League gặp West Bromwich Albion 1 tuần sau đó, trong trận này, anh đã mắc sai lầm và để lọt lưới sau cú dứt điểm không lấy gì làm mạnh mẽ của Shane Long, trận đấu kết thúc với chiến thắng 2-1 dành cho M.U. Sau đó anh được thi đấu trong trận đầu tiên tại sân Old Trafford với đối thủ Tottenham Hotspur, De Gea đã hoàn thành tốt nhiệm vụ của mình khi giữ sạch mành lưới trong trận đấu này và M.U giành chiến thắng với tỉ số 3-0. Một tuần lễ sau trong trận đấu với Arsenal, De Gea đã cản phá thành công pha sút penalty của đội trưởng Arsenal Robin van Persie giúp M.U giữ vững tỉ số dẫn trước 1-0, sau đó anh lần lượt từ chối các pha sút bóng của Robin Van Persie và Andrei Arshavin giúp M.U chiến thắng 8-2 tại sân nhà.
Sau hai tuần trở về từ Đội tuyển quốc gia, De Gea được tiếp tục thể hiện mình trong trận đấu trên sân khách với Bolton, qua đó giúp M.U sạch lưới và giành chiến thắng đậm đà 0-5.
De Gea tiếp tục gia hạn hợp đồng với Manchester United và đang dần trở thành chỗ dựa đáng tin cậy cho Quỷ Đỏ thành Manchester.
Mùa giải 2012-2013 tất cả đã chứng kiến sự trưởng thành vượt bậc của De Gea, khi anh là cầu thủ duy nhất không thể thay thế trong khung gỗ. Khởi đầu mùa giải với thất bại 0-1 trước Everton nhưng từ đó, Manchester United cùng De Gea trải qua chuỗi trận đấu đầy ấn tượng khiến người hâm mộ thán phục. Họ lần lượt vượt qua tất cả các ông lớn khác như Arsenal, Chelsea, Manchester City và Liverpool, băng băng tiến về đích với sự đóng góp không nhỏ của anh với hàng loạt pha cứu thua giải nguy ngoạn mục, phản xạ cực tốt và đặc biệt là tài cản bóng bằng chân của anh được khai thác triệt để. Cuối mùa giải, De Gea đã có được danh hiệu Premier League đầu tiên của anh cùng Câu lạc bộ, trả món nợ năm trước khi Quỷ đỏ có cùng số điểm với gã hàng xóm ồn ào Man City (89) nhưng thua về hiệu số bàn thắng (64 so với 56). Anh chính thức được liệt vào đội hình tiêu biểu của giải năm đó.
Mùa giải 2013-2014 chứng kiến sự chuyển giao quyền lực khi Sir Alex Ferguson nghỉ hưu và huấn luyện viên David Moyes là vị thuyền trưởng mới. De Gea đã trải qua một mùa giải khủng khiếp cùng câu lạc bộ dưới thời Moyes. Anh giữ sạch lưới trong trận Community Shield đầu mùa giải (Man United 2-0 Wigan), nhưng trở lại đấu trường Ngoại Hạng Anh, lại là một điều tồi tệ khi họ chỉ đứng ở vị trí thứ 7 cuối mùa giải-lần đầu tiên sau gần 2 thập kỉ ở trong top 4 -lần đầu tiên Man Utd vắng bóng ở Champions League và không được tham dự luôn cả Europa League. Nhưng dù Man United chơi bết bát, anh vẫn là điểm tựa cho cả đội mùa giải ấy với phong độ ổn định, nếu không có sự xuất sắc của De Gea, Manchester United chưa hẳn đã nằm ở vị trí thứ 7.
Mùa giải 2014-2015 là mùa giải bùng nổ của De Gea, anh trở thành "thánh" trong khung gỗ với vô số những pha bay lượn cứu thua xuất thần, dừng như anh là điểm sáng duy nhất trong bức tranh tối của hàng phòng ngự đội bóng. Nhờ đó Quỷ đỏ đã cán đích ở vị trí thứ tư để giành vé dự vòng play-off Champions League sau một năm họ vắng bóng. Theo thống kê mới nhất De Gea chiếm đến gần 70% vai trò làm nên chiến thắng của Manchester United F.C. Khả năng phản xạ được cải thiện đáng kể và đặc biệt là những pha cứu thua bằng chân đã trở thành thương hiệu của anh. Kết thúc mùa giải 2014-2015 De Gea là đại diện danh dự duy nhất cho Man United được liệt vào đội hình tiêu biểu của năm trong khuôn khổ Ngoại hạng Anh. Theo báo chí cũng như truyền thông anh và quốc tế, Real Madrid C.F. được cho là đã liên hệ với De Gea trong kỳ chuyển nhượng mùa hè này, tham vọng của Kền Kền trắng là đưa anh về Bernabeu để tiếp nối truyền nhân Iker Casillas, người đã xuống phong độ trầm trọng trong vai trò thủ môn mùa giải 2014-2015, hiện hợp đồng giữa David De Gea và đội chủ sân Old Trafford sắp kết thúc và việc Quỷ đỏ ký hợp đồng mới với anh rất khó khăn vì Real Madrid liên tục hỏi mua, chính bản thân cầu thủ người Tây Ban Nha cũng khăng khăng đòi ra đi và sự có mặt của Jorge Mendes, một siêu cò nổi tiếng trong làng bóng đá.
Mùa giải 2015-2016, De Gea tiếp tục với phong độ vô đối của mình tại Manchester United, tuy nhiên vào suốt mùa hè, Câu lạc bộ Real Madrid và chính chủ tịch Florentino Perez âm mưu muốn cỗm anh về sân Bernabeu, Louis Van Gaal đã không điền tên anh vào danh sách đăng ký thi đấu trong trận mở màn gặp Tottenham Hotspur vì chưa thể xác định được tương lai của thủ thành người Tây Ban Nha. Ngày 31/08/2015, sau nhiều lời đồn đoán, Manchester United và Real Madrid đã đạt được thỏa thuận bán De Gea với giá 29 triệu bảng kèm với đó thủ thành của kền kền trắng Keylor Navas sẽ đến Old Trafford theo chiều ngược lại, tuy nhiên trước khi thị trường chuyển nhượng Tây Ban Nha cận kề giờ đóng cửa, chiếc máy fax của Quỷ Đỏ thành Manchester lại bất ngờ bị "hỏng" nên tất cả tài liệu hợp đồng về thương vụ bị phá vỡ. Có tin đồn chính chủ tịch Ed Woodward của Manchester United là người gây ra vụ máy fax và khiến Perez cũng như Los Blancos "nếm trái đắng phút cuối".
Ngày 11/11/2015, David de Gea ký bảng hợp đồng 4 năm với Manchester United, 12 ngày sau tại vòng 3 League cup De Gea vinh dự lần đầu tiên đeo băng đội trưởng, thi đấu suốt 90 phút trong chiến thắng trước Ipswich Town.
Tháng 4/2016, De Gea được vào đội hình xuất sắc nhất Ngoại Hạng Anh (PFA Team of the Year), 23/04/2016, anh có pha cứu thua trên chấm phạt đền khi đối mặt Lukaku, trong trận thắng 2-1 trước Everton tại bán kết FA cup, sau đó anh được hưởng hương vị chiến thắng cùng đồng đội khi ngược dòng đả bại Crystal Palace 2-1 trên sân Wembley, đoạt cúp FA.
Tháng 5/2016, David de Gea trở thành cầu thủ đầu tiên có được vinh dự nhận danh hiệu "Cầu thủ hay nhất mùa giải của câu lạc bộ Manchester United" và đây là lần thứ 3 liên tiếp sau những lần (2013/2014 và 2014/2015 anh giành được danh hiệu này), cũng trong tháng này anh nhận tiếp danh hiệu BBC Match of the day - "Save of the season" cho pha cứu thua trước Watford ngày 21/11/2015 và cũng là lần thứ 3 liên tiếp của anh giành được giải cứu thua của mùa giải này. De Gea không thể hoàn tất cú ăn ba cá nhân của mình do tại trận đấu cuối cùng của Premier League, trong chiến thắng 3-1 trước Bournemouth, đồng đội Chris Smalling đã phản lưới nhà phút cuối qua đó anh không thể có cơ hội chia sẻ danh hiệu Găng tay vàng cùng Petr Čech (Arsenal).
Mùa giải 2016-2017, dưới thời tân huấn luyện viên huyền thoại Jose Mourinho, De Gea có trận đấu đầu tiên tại siêu cúp Anh FA Community Shield đối đầu với đương kim vô địch Ngoại Hạng Anh Leicester City, trận đấu kết thúc với tỷ số 2-1 nghiêng về Manchester United.
Ngày 20/04/2017, David de Gea có lần thứ 4 liên tiếp lọt vào đội hình xuất sắc nhất mùa giải Ngoại hạng Anh (PFA Team of the Year).
Mùa giải 2017-2018, vào ngày 17/09/2017, trong trận đấu thứ 5 tại Premier League đối đầu Everton, De Gea có tổng cộng 4 trận giữ sạch lưới và có tổng cộng 100 trận giữ sạch lưới cho Manchester United. Vào ngày 02/12/2017 David de Gea trở thành ngôi sao sáng nhất trong trận cầu mà Manchester United hủy diệt Arsenal 3-1 tại sân vận động Emirates, De Gea liên tục "lên đồng" cứu thua xuất thần, thống kê sau trận chỉ ra rằng Arsenal có 33 cú dứt điểm, 15 trong số đó đi trúng đích nhưng De Gea đã từ chối 14 cơ hội của đội chủ nhà. Anh lập kỷ lục đứng thứ 3 số lần cứu thua tại Premier League (chỉ sau Tim Krul và Vito Mannone), qua đó danh hiệu Man of the match thuộc về De Gea.
Ngày 18/04/2018 de Gea được chọn vào đội hình tiêu biểu mùa giải Ngoại hạng Anh lần thứ 5 (PFA team of the year), anh là cầu thủ duy nhất của Man United được góp mặt trong đội hình này.
Ngày 11/05/2018, de Gea vinh dự được trao giải găng tay vàng Premier League (PFA Golden Gloves) sau trận hòa không bàn thắng với West Ham ở vòng đấu 38 tại Ngoại hạng Anh, tổng cộng anh đứng đầu với 18 trận giữ sạch lưới, đây là danh hiệu cá nhân cao quý nhất kể từ khi thủ thành người Tây Ban Nha gia nhập Manchester United năm 2011.
Khởi đầu mùa giải 2018/2019 thực sự tệ hại với De Gea, anh chỉ có 5 trận giữ sạch lưới trên tổng số 25 lần ra sân, ngày 13/01/2019 de Gea tỏa sáng với 11 pha cứu thua giúp Man Utd đánh bại Tottenham Hotspur với tỷ số 1-0. Với việc Manchester United hòa 0-0 Liverpool ngày 24/01/2019, anh đã chạm kỷ lục 100 trận giữ sạch lưới ở Ngoại hạng Anh, de Gea là người thứ 7 đạt được cột mốt đó khi đá cho 1 câu lạc bộ, và là người thứ 2 sau Peter Schmeichel làm được điều này. Tháng 4 lại là một tháng đầy sóng gió với phong độ thảm hại của thủ thành người Tây Ban Nha, anh liên tục mắc lỗi trong những trận đấu với Barcelona, Everton, Manchester City và cả trận hòa 1-1 với Chelsea. Kết thúc mùa giải, de Gea chỉ có được 7 trận sạch lưới trên tổng số 38 trận ra sân ở Ngoại Hạng Anh và chỉ có 10/47 trận giữ sạch lưới trên mọi mặt trận, đây là phong độ tệ nhất của anh từ khi gia nhập Man United.

## Sự nghiệp quốc tế

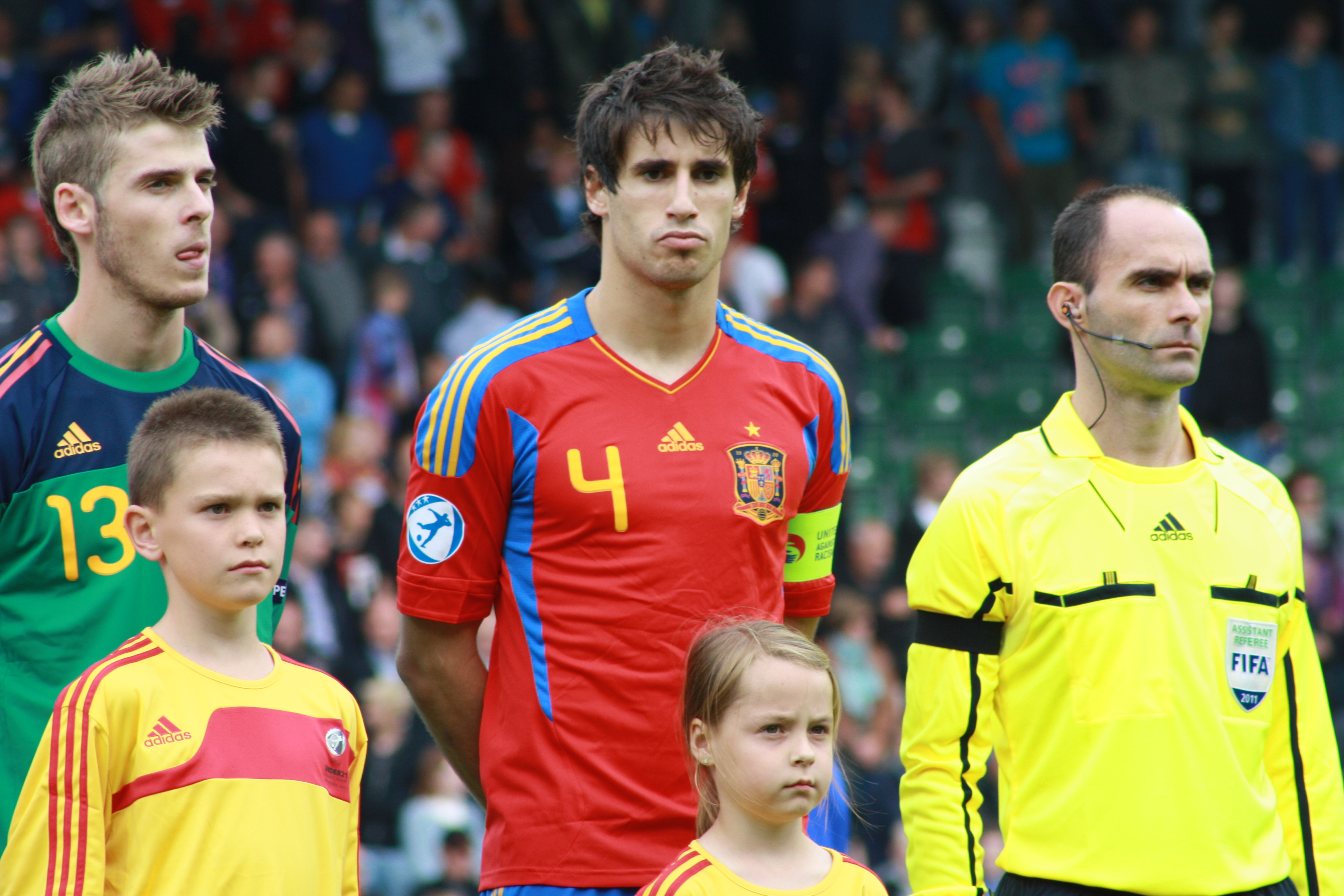
De Gea (trái) bên cạnh Javi Martínez tại Giải vô địch bóng đá U21 châu Âu

De Gea giúp U17 Tây Ban Nha vô địch Giải vô địch bóng đá U17 châu Âu 2007, và giành ngôi á quân giải vô địch U-17 thế giới 2007.
Đầu tháng 5 năm 2010, với phong độ ấn tượng ở Atlético, anh được huấn luyện viên Vicente del Bosque gọi vào danh sách sơ bộ dự World Cup 2010; tuy vậy, sau đó anh đã bị loại.
Năm 2011, anh là thành viên của đội tuyển U21 Tây Ban Nha vô địch Giải U21 châu Âu 2011.
Năm 2014, De Gea lên đường đến Brasil tham dự World Cup 2014 cùng đội tuyển quốc gia Tây Ban Nha. Anh có cơ hội bắt chính sau màn trình diễn tệ hại của Iker Casillas trong trận ra quân nhưng không may, anh bị chấn thương và phải chia tay World Cup sớm.
Năm 2016, De Gea có tên trong danh sách tham dự Euro 2016 tổ chức tại Pháp để bảo vệ chức vô địch của đội tuyển Tây Ban Nha. Ở giải đấu này, anh được bắt chính cả ba trận vòng bảng trước các đối thủ Cộng hòa Séc, Croatia và Thổ Nhĩ Kỳ. Tuy nhiên, đội tuyển Tây Ban Nha đã phải dừng bước ở vòng 16 đội sau thất bại trước đội tuyển Ý.
Sau khi đội tuyển Tây Ban Nha thua đội tuyển sau đó đã đăng quang là Ý tại Euro 2020, David de Gea chính thức chia tay đội tuyển quốc gia sau 6 năm gắn bó, tổng cộng anh đã thi đấu 45 trận. Nhưng sau đó, anh đã trở lại đội tuyển để tham dự World Cup 2022, tuy nhiên anh lại không có tên trong danh sách tham dự giải đấu của đội tuyển Tây Ban Nha.

## Thống kê sự nghiệp

### Câu lạc bộ
Tính đến ngày 25 tháng 5 năm 2025
| Câu lạc bộ          | Mùa giải            | Giải đấu            | Giải đấu | Giải đấu | Cúp Quốc gia | Cúp Quốc gia | Cúp Liên đoàn | Cúp Liên đoàn | Châu Âu | Châu Âu | Khác | Khác | Tổng cộng | Tổng cộng |
| Câu lạc bộ          | Mùa giải            | Hạng                | Trận     | Bàn      | Trận         | Bàn          | Trận          | Bàn           | Trận    | Bàn     | Trận | Bàn  | Trận      | Bàn       |
| ------------------- | ------------------- | ------------------- | -------- | -------- | ------------ | ------------ | ------------- | ------------- | ------- | ------- | ---- | ---- | --------- | --------- |
| Atlético Madrid B   | 2008–09             | Segunda División B  | 35       | 0        | —            | —            | —             | —             | —       | —       | —    | —    | 35        | 0         |
| Atlético Madrid     | 2009–10             | La Liga             | 19       | 0        | 7            | 0            | —             | —             | 9       | 0       | —    | —    | 35        | 0         |
| Atlético Madrid     | 2010–11             | La Liga             | 38       | 0        | 5            | 0            | —             | —             | 5       | 0       | 1    | 0    | 49        | 0         |
| Atlético Madrid     | Tổng cộng           | Tổng cộng           | 57       | 0        | 12           | 0            | —             | —             | 14      | 0       | 1    | 0    | 84        | 0         |
| Manchester United   | 2011–12             | Premier League      | 29       | 0        | 1            | 0            | 0             | 0             | 8       | 0       | 1    | 0    | 39        | 0         |
| Manchester United   | 2012–13             | Premier League      | 28       | 0        | 5            | 0            | 1             | 0             | 7       | 0       | —    | —    | 41        | 0         |
| Manchester United   | 2013–14             | Premier League      | 37       | 0        | 0            | 0            | 4             | 0             | 10      | 0       | 1    | 0    | 52        | 0         |
| Manchester United   | 2014–15             | Premier League      | 37       | 0        | 5            | 0            | 1             | 0             | —       | —       | —    | —    | 43        | 0         |
| Manchester United   | 2015–16             | Premier League      | 34       | 0        | 6            | 0            | 1             | 0             | 8       | 0       | —    | —    | 49        | 0         |
| Manchester United   | 2016–17             | Premier League      | 35       | 0        | 1            | 0            | 5             | 0             | 3       | 0       | 1    | 0    | 45        | 0         |
| Manchester United   | 2017–18             | Premier League      | 37       | 0        | 2            | 0            | 0             | 0             | 6       | 0       | 1    | 0    | 46        | 0         |
| Manchester United   | 2018–19             | Premier League      | 38       | 0        | 0            | 0            | 0             | 0             | 9       | 0       | —    | —    | 47        | 0         |
| Manchester United   | 2019–20             | Premier League      | 38       | 0        | 1            | 0            | 2             | 0             | 2       | 0       | —    | —    | 43        | 0         |
| Manchester United   | 2020–21             | Premier League      | 26       | 0        | 0            | 0            | 0             | 0             | 10      | 0       | —    | —    | 36        | 0         |
| Manchester United   | 2021–22             | Premier League      | 38       | 0        | 1            | 0            | 0             | 0             | 7       | 0       | —    | —    | 46        | 0         |
| Manchester United   | 2022–23             | Premier League      | 38       | 0        | 6            | 0            | 2             | 0             | 12      | 0       | —    | —    | 58        | 0         |
| Manchester United   | Tổng cộng           | Tổng cộng           | 415      | 0        | 28           | 0            | 16            | 0             | 82      | 0       | 4    | 0    | 545       | 0         |
| Fiorentina          | 2024–25             | Serie A             | 35       | 0        | 0            | 0            | —             | —             | 7       | 0       | —    | —    | 42        | 0         |
| Fiorentina          | 2025–26             | Serie A             | 0        | 0        | 0            | 0            | —             | —             | 0       | 0       | —    | —    | 0         | 0         |
| Fiorentina          | Tổng cộng           | Tổng cộng           | 35       | 0        | 0            | 0            | —             | —             | 7       | 0       | 0    | 0    | 42        | 0         |
| Tổng cộng sự nghiệp | Tổng cộng sự nghiệp | Tổng cộng sự nghiệp | 542      | 0        | 40           | 0            | 16            | 0             | 103     | 0       | 5    | 0    | 706       | 0         |

1. ↑  Bao gồm Copa del Rey, FA Cup, Coppa Italia
2. ↑  Bao gồm EFL Cup
3. ↑  Một lần ra sân tại UEFA Champions League, 8 lần ra sân tại UEFA Europa League
4. 1 2 3 4  Ra sân tại UEFA Europa League
5. 1 2  Ra sân tại UEFA Super Cup
6. ↑  4 lần ra sân tại UEFA Champions League, 4 lần ra sân tại UEFA Europa League
7. 1 2 3  Ra sân tại FA Community Shield
8. 1 2 3 4 5  Ra sân tại UEFA Champions League
9. ↑  6 lần ra sân tại UEFA Champions League, 2 lần ra sân tại UEFA Europa League
10. ↑  5 lần ra sân tại UEFA Champions League, 5 lần ra sân tại UEFA Europa League
11. ↑  Ra sân tại UEFA Conference League

### Đội tuyển quốc gia
Tính đến ngày 10 tháng 10 năm 2020
| Đội tuyển quốc gia | Năm       | Trận | Bàn |
| ------------------ | --------- | ---- | --- |
| Tây Ban Nha        | 2014      | 3    | 0   |
| Tây Ban Nha        | 2015      | 4    | 0   |
| Tây Ban Nha        | 2016      | 10   | 0   |
| Tây Ban Nha        | 2017      | 8    | 0   |
| Tây Ban Nha        | 2018      | 13   | 0   |
| Tây Ban Nha        | 2019      | 3    | 0   |
| Tây Ban Nha        | 2020      | 4    | 0   |
| Tổng cộng          | Tổng cộng | 45   | 0   |

## Danh hiệu

### Câu lạc bộ

#### Atlético Madrid
- UEFA Europa League: 2009–10
- UEFA Super Cup: 2010

#### Manchester United
- Premier League: 2012–13
- FA Cup: 2015–16
- EFL Cup: 2016–17, 2022–23
- FA Community Shield: 2011, 2013, 2016
- UEFA Europa League: 2016–17

### Quốc tế

#### U-17 Tây Ban Nha
- Giải vô địch bóng đá U17 châu Âu (1): 2007

#### U-21 Tây Ban Nha
- Giải vô địch bóng đá U21 châu Âu (2): 2011, 2013

#### Tây Ban Nha
- UEFA Nations League á quân: 2021

### Cá nhân
- Đội vô địch UEFA châu Âu dưới 21 tuổi của Giải đấu: 2011, 2013
- Đội hình tiêu biểu của PFA: Premier League 2012-13, 2014-15, 2015-16, 2016-17, 2017-18
- Cầu thủ xuất sắc nhất trong tháng của người hâm mộ PFA: Tháng 11 năm 2014
- Sir Matt Busby Cầu thủ xuất sắc nhất: 2013-14, 2014-15, 2015-16, 2017-18
- Cầu thủ xuất sắc nhất của Manchester United: 2013–14, 2014–15, 2017–18
- Đội hình xuất sắc nhất UEFA Europa League: 2015–16
- EA Sports FIFA Đội của năm: 2017,  2018
- FIFA FIFPro World11: 2018
- Đội thứ 2 FIFA FIFPro World11: 2015
- Đội thứ 3 FIFA FIFPro World11: 2016, 2017
- Găng tay vàng Premier League: 2017-2018
- Găng tay vàng Premier League: 2022-2023